# CT.02 (Vietnam)

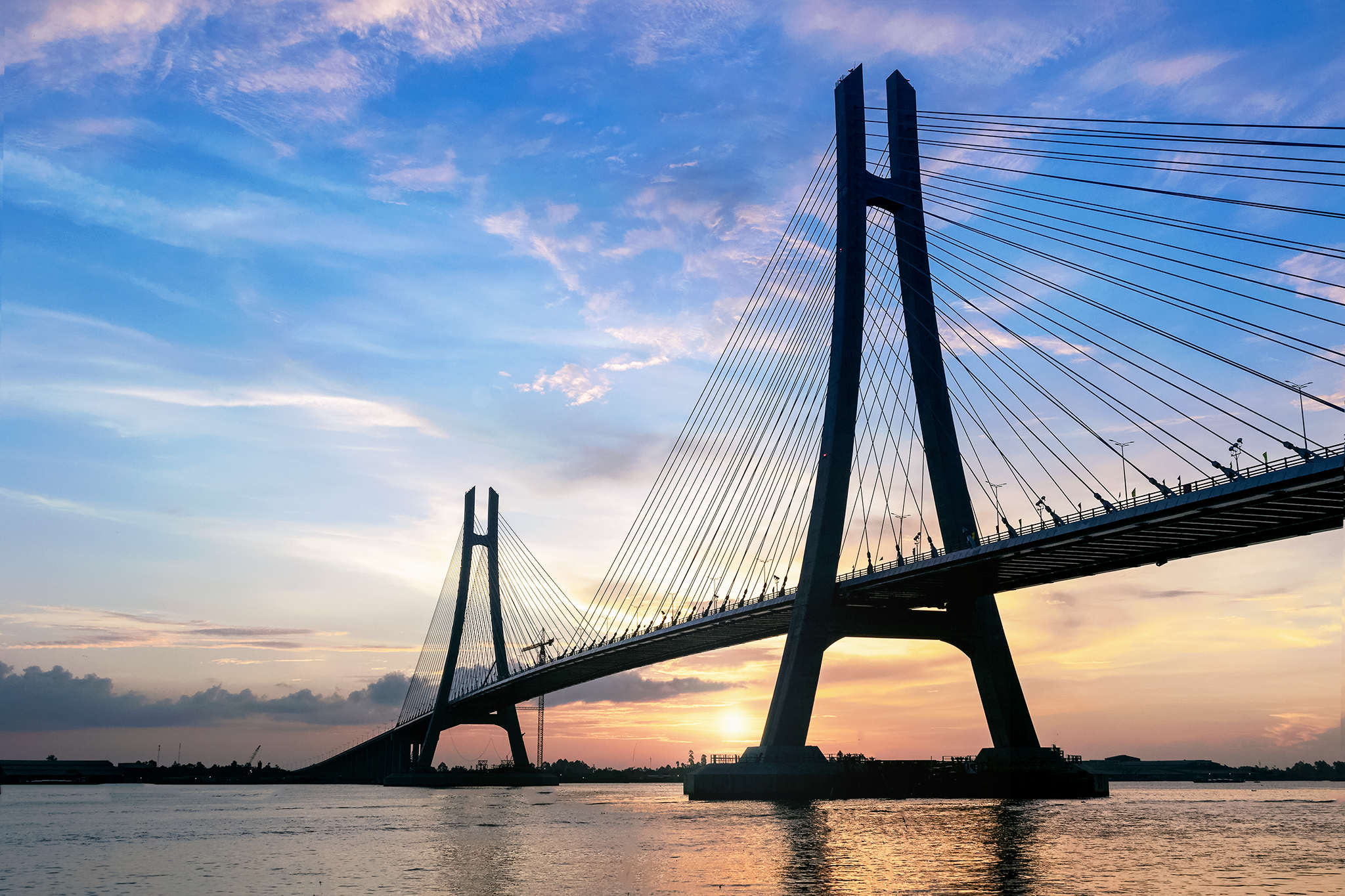
De CT.02 op de Vàm Cống-brug

De CT.02 of Đường cao tốc Bắc – Nam phía Tây (North-South Expressway West) is een (deels operationele, deels in aanbouw zijnde) autosnelweg in Vietnam. De noord-zuidautosnelweg verbindt Đoan Hùng met Rạch Sỏi over een afstand van 1205 kilometer. Tussen Hà Tĩnh en Da Nang (het smalste deel van Vietnam) loopt de CT.02 samen met de CT.01.
CT.01 ·
CT.02 ·
CT.03 ·
CT.04 ·
CT.05 ·
CT.06 ·
CT.07 ·
CT.08 ·
CT.09 ·
CT.10 ·
CT.11 ·
CT.12 ·
CT.13 ·
CT.14 ·
CT.15 ·
CT.16 ·
CT.17 ·
CT.18 ·
CT.18 ·
CT.19 ·
CT.20 ·
CT.21 ·
CT.22 ·
CT.23 ·
CT.24 ·
CT.25 ·
CT.26 ·
CT.27 ·
CT.28 ·
CT.29 ·
CT.30 ·
CT.31 ·
CT.32 ·
CT.33 ·
CT.34 ·
CT.35 ·
CT.36 ·
CT.37 ·
CT.38 ·
CT.39 ·
CT.40 ·
CT.41 ·
CT.42